# Jablanica, Gradiška
Jablanica je naselje v občini Gradiška, Bosna in Hercegovina. 

## Deli naselja
Adžino Selo, Babići, Brđani, Gornja Jablanica, Jablanica, Kaštele, Koturevi, Lukići, Rebrovac in Španjići.

## Prebivalstvo
| Pregled števila prebivalcev po letih | Pregled števila prebivalcev po letih | Pregled števila prebivalcev po letih | Pregled števila prebivalcev po letih | Pregled števila prebivalcev po letih | Pregled števila prebivalcev po letih |
| ------------------------------------ | ------------------------------------ | ------------------------------------ | ------------------------------------ | ------------------------------------ | ------------------------------------ |
| 1948                                 | 1953                                 | 1961                                 | 1971                                 | 1981                                 | 1991                                 |
| -                                    | -                                    | -                                    | 943                                  | 831                                  | 745                                  |

| Narodna sestava prebivalstva po letih                                                                                      | Narodna sestava prebivalstva po letih                                                                                        | Narodna sestava prebivalstva po letih                                                                                       |
| --- | --- | --- |
| 1971 | 1981 | 1991 |
| . skupaj: 943 Srbi 938 (99,46 %) Hrvati 0 (0,00 %) Muslimani 0 (0,00 %) Jugoslovani 1 (0,10 %) drugi in neznano 4 (0,42 %) | . skupaj: 831 Srbi 787 (94,70 %) Hrvati 1 (0,12 %) Muslimani 1 (0,12 %) Jugoslovani 28 (3,36 %) drugi in neznano 14 (1,68 %) | . skupaj: 745 Srbi 728 (97,71 %) Hrvati 0 (0,00 %) Muslimani 0 (0,00 %) Jugoslovani 6 (0,80 %) drugi in neznano 11 (1,47 %) |